# Aslan Abashidze
Aslan Abashidze (en georgiano: ასლან აბაშიძე) (nacido en Batumi, el 20 de julio de 1938) fue el líder de la República Autónoma de Ayaria en el oeste de Georgia desde 1991 hasta el 5 de mayo de 2004. Dimitió bajo la presión del gobierno central georgiano y los comicios masivos de la oposición durante la crisis de 2004 en Ayaria, y desde entonces ha vivido en Moscú, Rusia. El 22 de enero de 2007, el tribunal de la ciudad de Batumi lo declaró culpable de mal uso del oficio y malversación de fondos del Estado de 98,2 millones de lari, y lo sentenció a 15 años de prisión in absentia. También se enfrenta a una acusación de asesinato de su exdiputado, Nodar Imnadze, en 1991.

## Primeros años
Abashidze nació en una renombrada familia musulmana de Ayaria, una rama de la casa principesca de Abashidze. Su tío abuelo Memed Abashidze fue un famoso escritor y miembro del Parlamento de la República Democrática de Georgia entre 1918-1921, que fue fusilado por órdenes de Iósif Stalin en 1937. Su padre fue enviado a un campo de trabajos forzados del Gulag durante diez años, pero sobrevivió. A pesar de una infancia difícil, durante la década de 1950, Abashidze fue capaz de obtener títulos en historia y filosofía en la Universidad de Batumi y en economía en la Universidad Estatal de Tiflis. Trabajó como profesor y economista por un período antes de unirse al servicio público regional de Georgia. Fue director de varios institutos de servicios técnicos antes de ser nombrado ministro regional en Batumi, la capital de Ayaria, donde sirvió como ministro de Servicio Comunitario. Posteriormente fue nombrado Primer Ministro Nacional de Servicio Comunitario y se trasladó a Tiflis, siendo este es un puesto gubernamental relativamente menor.
A pesar de su descendencia de una familia musulmana de renombre que desempeñó un papel fundamental en el fortalecimiento de las identidades georgiana e islámica entre los musulmanes de Ayaria, Aslan Abashidze se convirtió al cristianismo.

## Independencia de Georgia

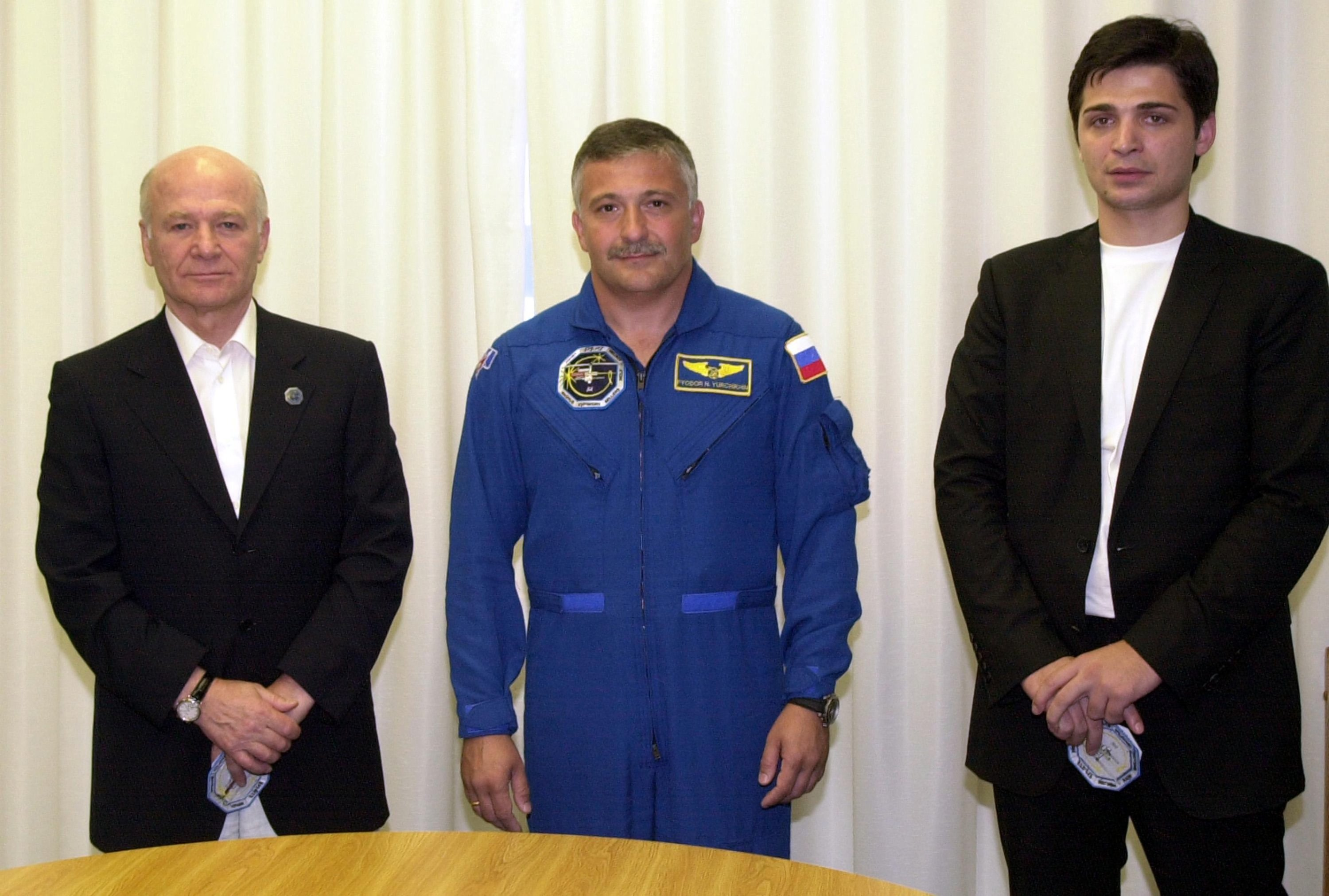
Abashidze con el astronauta Fiódor Yurchijin y su hijo, Georgi Abashidze, en una visita al CEK, poco antes de su dimisión.

Cuando Georgia recuperó su independencia en 1991, Abashidze obtuvo su nombramiento como Presidente del Consejo Supremo de la República Autónoma de Ayaria. También fue nombrado Vicepresidente del Parlamento de Georgia, cargo que ocupó en 1990-1992 y 1992-1995. Construyó una base de poder independiente en Ayaria dirigiendo un curso entre el gobierno de Tiflis y la oposición. Estableció su propio ejército como un contrapeso a las facciones armadas que apoyaron y se opusieron al presidente Zviad Gamsajurdia. Cuando estalló una guerra civil entre las fuerzas pro y anti-Gamsajurdia en el invierno de 1991-92 y nuevamente en el otoño de 1993, mantuvo a ambos lados fuera de Ayaria, asegurando que los combates no se extendieran a la república.
Sin embargo, a diferencia de los gobernantes de Abjasia y Osetia del Sur, no intentó buscar la independencia y siguió lo que mejor se puede describir como una política de "autonomía armada" después de la caída de Gamsajurdia. Convirtió a Ayaria en una "zona económica libre" con pocas restricciones al comercio, pero con los aranceles y los ingresos dirigidos a su gobierno en lugar de a Tiflis.
Abashidze fue el ojo de un gran número de críticas por su forma de mandato, a menudo se descrita como feudal. Estableció su propio partido político en 1992, conocido como la "Unión del Resurgimiento Democrático" o la "Unión para el Renacimiento de Georgia". En 1998, fue elegido Presidente de Ayaria con el 93% de los votos en lo que los observadores rusos consideraron como una elección generalmente libre y justa.
Prefirió ejercer influencia a distancia, en lugar de intentar ascender al poder nacional, y adoptó consistentemente una política de respaldo a quien parecía ofrecer el mejor trato para mantener su gobierno sobre Ayaria. Llegó a un acuerdo con el presidente Eduard Shevardnadze, que pareció preferir aceptar una Ayaria con independencia parcial en vez de arriesgarse a provocar otra guerra civil. Sus relaciones con Shevardnadze crecieron fríamente a finales de los años 90, mientras él y el gobierno negociaban acusaciones de corrupción política y traición.

## Revolución de las Rosas
La renuncia forzada de Shevardnadze en noviembre de 2003 —ampliamente denominada "Revolución de las Rosas"— creó una crisis política entre Abashidze y el nuevo gobierno en Tiflis. La oposición georgiana había criticado fuertemente a Shevardnadze por no haber resuelto el problema del separatismo en el país, incluyendo lo que ellos consideraban la falta de control que Tiflis tenía sobre Ayaria. No es de extrañar que Abashidze viera esto como una amenaza a su posición y la semi-independencia continua de Ayaria, y denunció la caída de Shevardnadze como un "golpe". Declaró un estado de emergencia en Ayaria y buscó el apoyo de Rusia en caso de un conflicto abierto. Sin embargo, no logró atraer demasiado apoyo de Rusia y se vio bajo la intensa presión de los Estados Unidos para llegar a un compromiso. El 25 de enero de 2004, Abashidze se reunió con el recién elegido presidente Mijeíl Saakashvili en Batumi y declaró su intención de trabajar con él.
Esta relación pronto se hundió después de que Saakashvili prometiera restaurar la autoridad central sobre las regiones separatistas de Georgia. A mediados de marzo de 2004, una camioneta que llevaba a Saakashvili a los acontecimientos políticos planificados en Ayaria antes de las elecciones legislativas de Georgia del 28 de marzo, fue rechazada por los guardias fronterizos de Ayaria. Abashidze acusó a Saakashvili de dirigir un convoy militar a la república con el objetivo de derrocarlo, y declaró un estado de emergencia en Ayaria y una movilización de formaciones armadas. En respuesta, Saakashvili emitió un ultimátum de un día a Abashidze para aceptar la autoridad central y disolver las fuerzas paramilitares de Ayarian. El gobierno también cerró las rutas de tránsito hacia y desde Ayaria.
En medio de una fuerte tensión y de manifestaciones públicas generalizadas, los gobiernos extranjeros y organizaciones internacionales hicieron un llamamiento a ambas partes para que ejercitaran la moderación y resolvieran sus diferencias pacíficamente. Abashidze dimitió como líder de Ayaria el 5 de mayo de 2004, cuando las Fuerzas Especiales entraron en la región y las fuerzas paramilitares de Ayaria comenzaron a intercambiarse de bando y librar las armas. Al día siguiente, después de recibir garantías de que no sería extraditado, Abashidze partió hacia Moscú, sin que se disparara un tiro en la región. Inmediatamente, la propiedad de Abashidze en Georgia, así como la de sus parientes cercanos, fue congelada por los tribunales georgianos y finalmente transferida a la propiedad del Estado.
El 22 de enero de 2007, el tribunal de Batumi declaró a Abashidze culpable de mal uso del oficio y malversación de fondos estatales de 98,2 millones de lari, y lo condenó a una pena de 15 años de prisión in absentia el 22 de enero. También ha sido acusado del asesinato de su exdiputado, Nodar Imnadze, en 1991.
Según el New York Times, a partir de diciembre de 2012, Abashidze vivía en la aldea de Barvija en el ókrug Odintsovski de la óblast de Moscú.

## Familia
Aslan Abashidze es viudo, habiendo estado casado con Maguli Gogitidze, una intérprete de música, con quien tuvo dos hijos: un hijo, George Abashidze, que ha servido como alcalde en Batumi, y una hija, Diana Abashidze.